# Evangelický kostel (Trnovany)
Evangelický kostel v Teplicích-Trnovanech, zvaný též Kristův kostel (Christus-Kirche), nebo lidově Zelený kostel, byl secesní kostel postavený v letech 1899–1905. Architektonický návrh zpracovali architekti R. Schilling a J. Gräbner z Drážďan. Kostel byl jednolodní, obdélný, zdoben mnoha secesními prvky, s polygonální věží vysokou cca 76 m.

## Provizorní kostel

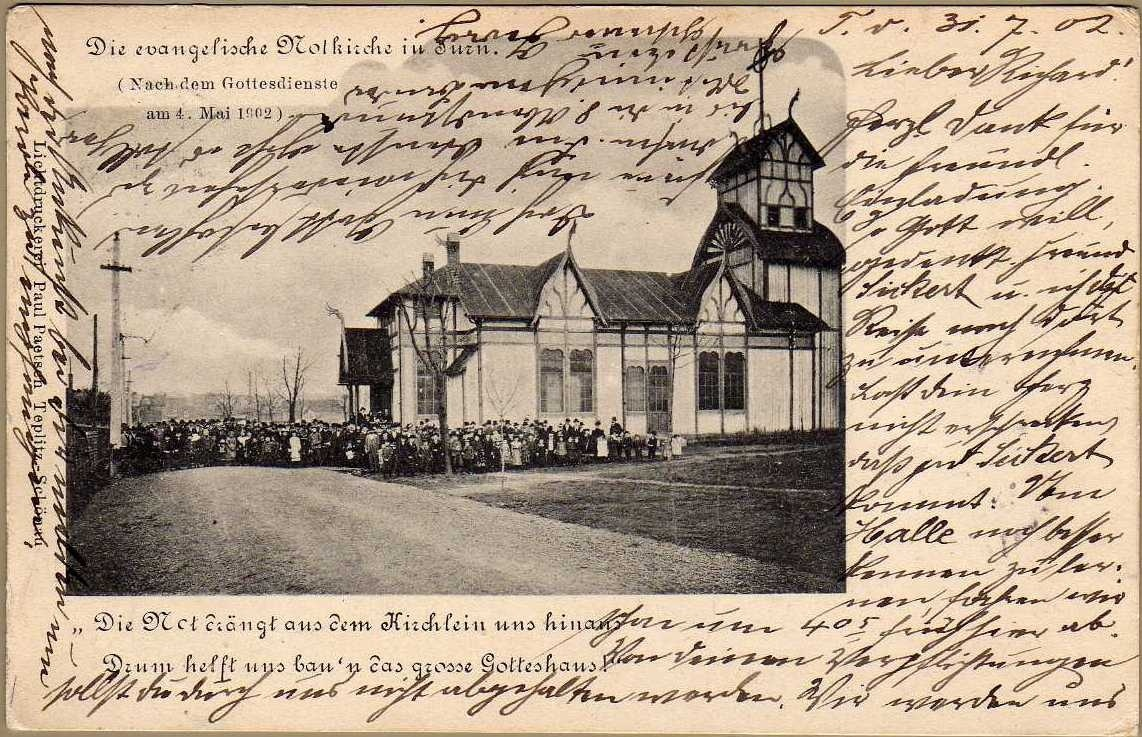
Provizorní evangelický kostel v Trnovanech po bohoslužbě 4. května 1902.

Před stavbou kamenného kostela byl nedaleko postaven provizorní kostel pro potřeby evangelíků. Provizorní kostel byl dřevěný, postavený v secesním slohu s prvky lidové architektury. Stavbu zbudoval tesařský mistr Anton Anderle. Kostel měl místo pro 306 sedících farníků, jeho věž byla vysoká 17 metrů. Vysvěcen byl 17. prosince 1899. Po dokončení stavby nového, tzv. Zeleného kostela stály oba svatostánky několik let vedle sebe. Po roce 1909 byl provizorní kostel rozebrán.

## „Zelený“ kostel
Kostel sloužil evangelíkům augsburského vyznání (luteránům). V letech 1919–1945 byl vlastnictvím Německé evangelické církve v Čechách, na Moravě a ve Slezsku.
V roce 1966 byl kostel uzavřen a sloužil jako sklad. Po poškození požárem v dubnu 1969 byla v srpnu 1973 stržena hlavní loď, o měsíc později i hlavní věž.